# The Legend of Xanadu
A The Legend of Xanadu a Dave Dee, Dozy, Beaky, Mick & Tich legsikeresebb dalát tartalmazó kislemez, mely 1968-ban a brit kislemezlista első helyéig jutott.  Mint számos más dalukat, ezt is Ken Howard és Alan Blaikley szerezte, és a zenekar sok más felvételéhez hasonlóan ebben a számban is újdonságok jelennek meg: egy trombitaszóló, illetve egy ostor jellegzetes csattogó hangja. A zenei kíséretet John Gregory rendezte.

## Zeneszámok
Első oldal
1. „The Legend of Xanadu” (Ken Howard, Alan Blaikley) – 3:35

Második oldal
1. „Please” (Dave Harman, John Dymond, Trevor Davies) – 3:20

## Helyezések lemezlistákon
| Lista (1968)           | Legjobb helyezés |
| ---------------------- | ---------------- |
| Brit kislemezlista     | 1                |
| Ausztrál kislemezlista | 3                |
| Osztrák kislemezlista  | 6                |
| Belga kislemezlista    | 6                |
| Holland Top 40         | 5                |
| Finn kislemezlista     | 20               |
| Német kislemezlista    | 5                |
| Ír kislemezlista       | 1                |
| Japán kislemezlista    | 11               |
| Norvég kislemezlista   | 3                |
| Svéd kislemezlista     | 1                |